# Schlacht um Lashio (1945)
Japanische Eroberung 1941/42

Bilin – Sittang – Pegu (Taukkyan) – Rangun – Yunnan-Burma-Straße (u.a. Tachiao – Oktwin – Toungoo – Yenangyaung – Lashio I)
1942/43

Burma-Kampagne 1942–1943

Arakan I – The Hump – Chindits
1944

Schlacht um Nordburma und West-Yunnan 1943–1945

Burma-Kampagne 1944

Arakan II – Ha-gō – Lashio II – Sangshak – Myitkyina – U-gō (Imphal – Kohima – Tennisplatz) – Mogaung – Song shan/Huitong-Brücke – Dan-gō
1944/45

Burma-Kampagne 1944–1945

Bhamo – Arakan III (Kangaw und Höhe 170 – Ramree) – Meiktila/Mandalay – Pakokku – Lashio III – Tanlwe Chaung – Operation Dracula – Sittang
Die Schlacht um Lashio fand vom 6. bis zum 8. März 1945 in Burma während des Pazifikkriegs im Zweiten Weltkrieg statt. Sie war ebenfalls ein Teil des Zweiten Japanisch-Chinesischen Kriegs. Die Stadt war Ausgangspunkt der Burmastraße, über welche die Nationalrevolutionäre Armee unter Generalissimus Chiang Kai-shek durch die Alliierten mit lebensnotwendiger Nahrung und Waffen versorgt wurde.

## Vorgeschichte
Das japanische kaiserliche Oberkommando in Tokio änderte die Mission der Regionalarmee Burma im Oktober 1944 von der Verhinderung der Wiederaufnahme der alliierten Landverbindungen von Britisch-Indien nach China auf die Verteidigung Südburmas. Das Oberkommando befürchtete zwar, dass die Alliierten durch Burma ziehen könnten, um Thailand und die Malaiische Halbinsel anzugreifen, wies aber trotzdem darauf hin, dass die Regionalarmee Burma nicht mit der Aufnahme zusätzlicher Streitkräfte rechnen sollte. Sie musste mit ihrer vorhandenen Stärke auskommen, die im November 1944 etwa 100.000 Kampftruppen und 60.000 weitere Truppen im rückwärtigen Bereich betrug.
Um den Süden Burmas zu halten, entschied sich General Kimura Heitarō, der am 30. August 1944 General Kawabe Masakazu als Kommandeur der Regionalarmee Burma abgelöst hatte, für eine entschlossene Haltung entlang einer generellen Ost-West-Linie etwa 560 bis 700 Kilometer nördlich von Rangun. Nahe der Küstenstadt Akyab hielt die 28. Armee den westlichen Teil der Linie. Die Überreste der 15. Armee deckten das Zentrum um Mandalay, entlang des Flusses Irrawaddy, etwa 400 Kilometer südöstlich von Imphal. Die Ostflanke in der Nähe der Stadt Lashio, etwa 210 Kilometer nordöstlich von Mandalay und 270 Kilometer südlich von Myitkyina wurde durch die 33. Armee geschützt.
Kimura hatte beschlossen, die Verteidigungslinie nicht weiter nördlich zu verlegen, da er argumentierte, dass die Versorgungsprobleme der Alliierten mit ihrem Vormarsch nach Süden schwieriger werden würden, während seine eigenen logistischen Schwierigkeiten geringer werden würden, je näher er seinen hinteren Stützpunkten kam.

## Die Lage im Januar/Februar 1945
Die Situation im Northern Combat Area Command (NCAC) in Nordburma um den 30. Januar 1945 stellte sich wie folgt dar:
Das 112. und 113. Regiment der nationalchinesischen 38. Division, die die letzte Verbindung mit China hergestellt hatten, befanden sich jetzt an der Kreuzung der Ledo- und Burmastraße bei Mong Yu und hatten den Befehl sich über die Burmastraße nach Lashio durchzuschlagen.
Generalleutnant Yūzō Matsuyama, Befehlshaber der japanischen 56. Division, erkannte jetzt seine gefährliche Situation. Offensichtlich kam die unmittelbare Bedrohung aus dem Norden und Nordwesten. Sollten die alliierten Streitkräfte unter dem Kommando von Generalleutnant Daniel Isom Sultan, die Matsuyama auf 6 Divisionen verteilt einschätzte, von den gesamten chinesischen Streitkräften unterstützt werden, die von Osten nach Burma mit 14 Divisionen einmarschierten, wären seine 20.000 Mann zahlenmäßig weit unterlegen.
Als ein großer Luftabwurf mit Vorräten für die Mars Task Force am Loi-Kang-Kamm bei Namhpakka eintraf (→ Kampf um den Loi-Kang-Kamm), dachten die Japaner fälschlicherweise, dass eine Luftlandetruppe gelandet würde. Überzeugt davon, dass er mit seinen Truppen bald abgeschnitten sein würde, informierte Matsuyama den Kommandeur der 33. Armee, Generalleutnant Masaki Honda, dass seine Situation kritisch sei und dass er beabsichtige, den Großteil seiner Munition zu zerstören und seine derzeitigen Positionen aufzugeben.
Honda betrachtete Matsuyamas Situation jedoch anders. Er wies Matsuyama an seine Stellung zu verteidigen, bis Verletzte und Munition evakuiert werden konnten. Dann schickte er etwa vierzig mit Benzin beladene Fahrzeuge, die sich der 56. Division anschlossen um bei ihrem endgültigen Abzug zu helfen. Matsuyama evakuierte die meisten seiner Leute und mehrere Tonnen Munition, bevor Teile der chinesischen 30. und 38. Division am 29. Januar den Durchgang auf der Straße nördlich von Hosi blockierten. Generalleutnant Yūzō Matsuyama nutzte derweil sowohl die Burmastraße als auch Umgehungswege in den Hügeln im Osten und bahnte sich erfolgreich den Weg am chinesischen 114. Regiment und Brigadegeneral John Perry Willeys Mars Task Force vorbei, die das NCAC mit sehr einschränkenden Befehlen in den Weg der 56. Division gestellt hatte. Der Schritt war sowohl heikel als auch riskant, doch die japanischen Truppen konnten ihren Abzug bis zum 4. Februar erfolgreich abschließen.
Der chinesischen 30. Division, die im Namhkam-Gebiet des Shweli-Tals gekämpft hatte, wurde befohlen, in das Hosi-Namhpakka-Gebiet nördlich der Mars Task Force vorzurücken.

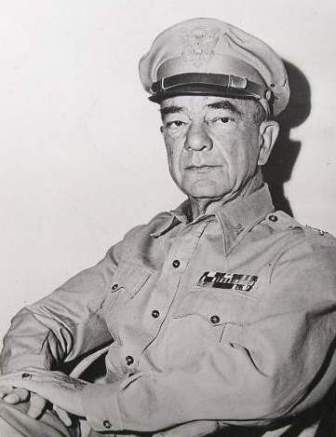
Generalleutnant Daniel I. Sultan

Bei einem Treffen in Myitkyina um den 16. Februar zwischen Admiral Lord Louis Mountbatten und Generalleutnant Daniel Isom Sultan, der jetzt das Northern Combat Area Command kommandierte, teilte General Albert Wedemeyer. der Kommandeur der Südostasien-Streitkräfte in der Republik China, Mountbatten seinen Wunsch mit, alle chinesischen Truppen zurück nach China zu bringen. Mountbatten wollte aber den Burmafeldzug abschließen, und da der Kampf um Mandalay noch im Gange war, lehnte er den Vorschlag ab. Sultan soll jedoch zugestimmt haben, dass es nach der Einnahme von Lashio möglich sei, die chinesische Armee in Indien in ihr Heimatland zurückzuziehen und sich auf zwei oder drei Y-Force-Divisionen zu verlassen, um die Burmastraße und die dortige Pipeline zu schützen.
Am 23. Februar kam die Nachricht, die Mountbatten mit Besorgnis erwartet haben musste: ein Funkspruch von Sultan, der warnte, dass China im Begriff sei, die Entsendung aller US-amerikanischen und chinesischen Streitkräfte in Nordburma, bestehend aus der Mars Task Force und drei chinesischen Divisionen, nach China zu beantragen. Kurz darauf erklärte Wedemeyer, dass er die Mars Task Force sofort benötige, und forderte ein Regiment bis zum 10. März und das andere bis zum 1. April an.

## Marsch auf Lashio
Diese Anfrage von Chiang Kai-shek lenkte neue Aufmerksamkeit auf die Kampagne für Lashio, da vereinbart worden war, dass Lashios Eroberung das Ende von Phase II der Operation Extended Capital markieren würde. Nachdem die Japaner den Kontakt zur Mars Task Force abgebrochen hatten, wurde sie in die Reserve zurückgezogen und Sultan befahl der chinesischen Neuen 1. Armee unter dem Befehl von General Sun Li-jen, südwestlich entlang der Burmastraße vorzurücken und Lashio einzunehmen. Die chinesische 50. Division der chinesischen Neuen 6. Armee unter Generalleutnant Liao Yaoxiang rückte südlich der Straße von Namtu nach Hsipaw auf der anderen Seite der Burmastraße vor und bezog dort Stellung.
Zwischen den chinesischen Stellungen im Hosi-Namhpakka-Gebiet und Lashio befinden sich die beiden Städte Kutkai und Hsenwi. Kutkai fiel kampflos. Die Chinesen fanden dort vorbereitete Stellungen vor, die von den Japanern aber verlassen worden waren.
Während die Japaner von der Ledo-Straße vertrieben wurden, konnten sie aber weiterhin Truppen bei Meng Yu und Namhpakka halten. Die neue 38. und die 50. Division fuhren daher fort, diese Bezirke von verbliebenen japanischen Einheiten zu säubern. Der Divisionskommandeur der japanischen 56. Division entging nur knapp der Gefangennahme während eines Gefechts.
Etwa 6,5 Kilometer nördlich von Hsenwi kam es zu einer in Burma seltenen Situation; einem Kampf zwischen Panzereinheiten nahe Kutkai. Dabei handelte es sich um US-chinesische M4A4-Panzer der First Provisional Tank Group unter Oberst Rothwell Brown und einer japanischen Panzerkolonne. Die US-chinesischen Panzer siegten, da sie über eine bessere Panzerung verfügten, und Hsenwi wurde am 19. Februar von der neuen 30. Division eingenommen.
Die etwa 48 Kilometer, die Hsenwi und Lashio trennten, waren ein sehr bergiges Gebiet, daher war der Fortschritt notwendigerweise langsam.
Zwischen dem 24. Februar und dem 7. März flog die 10th Air Force der United States Army Air Forces mit ihren Republic P-47 mehrfache Luftangriffe zur Unterstützung der chinesischen Einheiten bei Lashio. Zielgeber für die Flugzeuge der USAAF waren die Kachin Rangers des OSS Detachment 101, die rund um Lashio sehr aktiv waren. Am 26. Februar hielten vier Kachin-Kompanien einen Hügel mit Blick auf die Straße zwischen Hsenwi und Lashio gegen schätzungsweise 500 Japaner.
Die Altstadt von Lashio fiel am 6. März, während der neue Teil der Stadt bis zum 8. März vollständig in die Hände der Chinesen fiel.

## Nach der Besetzung von Lashio
Die Japaner konzentrierten sich nun auf den Krieg in Zentralburma und gaben die Nordfront auf. Für die alliierten Streitkräfte wurde jetzt die Frage nach dem nächsten Einsatz der chinesischen Armee in Indien akut. Mountbatten hatte die Befürchtung, dass es bei einem Abzug eines Großteils der chinesischen Truppen aus Burma eventuell nicht möglich sein würde, Rangun vor dem Einsetzen des Monsuns einzunehmen. Da dies eine unangenehme Aussicht war, reiste Mountbatten am 8. März zu einer zweitägigen Konferenz mit Chiang Kai-shek nach Chungking.
Nach der Besprechung erklärte der Generalissimus laut amerikanischem Protokoll, dass die Einzelheiten des Abzugs später geklärt würden und dass keine endgültigen Entscheidungen getroffen würden, bevor General Albert Wedemeyer, der Nachfolger von Joseph Stilwell als Stabschef für Chiang Kai-shek, daran teilnehmen könne. Gleichzeitig erklärte er, dass die Operationen in Lashio und Mandalay eingestellt würden, sofern es nicht gleichzeitig zu einem amphibischen Angriff auf Rangun käme. Die Einzelheiten ihrer Operationen zwischen Lashio und Mandalay würden später zwischen den Stäben geklärt. Zudem nahm er Mountbattens Aussage zur Kenntnis, dass die Chinesen nicht aufgefordert würden, südlich von Mandalay eingesetzt zu werden.
Dass dies ein Missverständnis war, wurde Mitte März deutlich, als General Sultan, unter dessen Kommando die chinesischen Einheiten standen, widersprüchliche Befehle erhielt. Schnell wurde klar, dass die 38. und die 30. Division, die die Burmastraße entlangkamen, im Begriff waren, sich mit der chinesischen 50. Division zu verbinden, die nach Südosten zog, und dass Hsipaw bald eingenommen werden würde. Deshalb befahl das SEAC Sultan, seine Streitkräfte südwestlich in Richtung Mandalay zu verlegen, während der Generalissimus anordnete, dass die chinesischen Divisionen im Gebiet um Lashio bleiben sollten.
Die chinesische 50. Division wurde nach dem Feldzug zunächst mit der Aufgabe beauftragt, die britische 36. Division bei ihrem Angriff auf Katha zu unterstützen, der erfolgreich abgeschlossen werden konnte. Die 50. Division überquerte dann den Irrawaddy, um die verbliebenen japanischen Einheiten in diesem Bezirk zu vernichten. Die Schlacht um Mwanhawn war das schwerste Gefecht in dem Gebiet, und der Ort wurde nach einer Reihe heftiger Angriffe erobert.
Die 50. Division setzte ihren Siegeszug nach Süden fort, eroberte Mitte März Hsipaw und vereinte sich am 23. März mit der Neuen 38. Division auf der Naphai-Straße in Manipur.

## Zusammensetzung der nationalchinesischen Streitkräfte

### Neue 1. Armee
| Oberbefehlshaber General Sun Li-jen | Oberbefehlshaber General Sun Li-jen |
| ----------------------------------- | ----------------------------------- |
| Neue 38. Division                   | Generalmajor Li Hong                |
| Neue 30 Division                    | Generalmajor Tang Shouzhi           |

### Neue 6. Armee
| Oberbefehlshaber Generalleutnant Liao Yaoxiang | Oberbefehlshaber Generalleutnant Liao Yaoxiang |
| ---------------------------------------------- | ---------------------------------------------- |
| Neue 22. Division                              | Generalleutnant Li Tao                         |
| 14. Division                                   | Generalleutnant Long Tianwu                    |
| 50. Division                                   | Generalmajor Pan Yukun                         |